# Patron François Morin
Pour les articles homonymes, voir François Morin et Morin.
Le Patron François Morin (SNS 020) est un ancien bateau de la Société nationale de sauvetage en mer (SNSM), en service à l'île d'Ouessant de 1960 à 1995. Ce canot tous temps, à double coque en bois, insubmersible et autovidant, pouvait sortir par n'importe quelles conditions de mer et de vent (les canots tous temps sont reconnaissables à leur coque verte).
Le Patron François Morin a été labellisé « bateau d'intérêt patrimonial » (BIP) par l'association patrimoine maritime et fluvial en 2008, et a fait l'objet d'un classement au titre des monuments historiques en 2010.

## Service

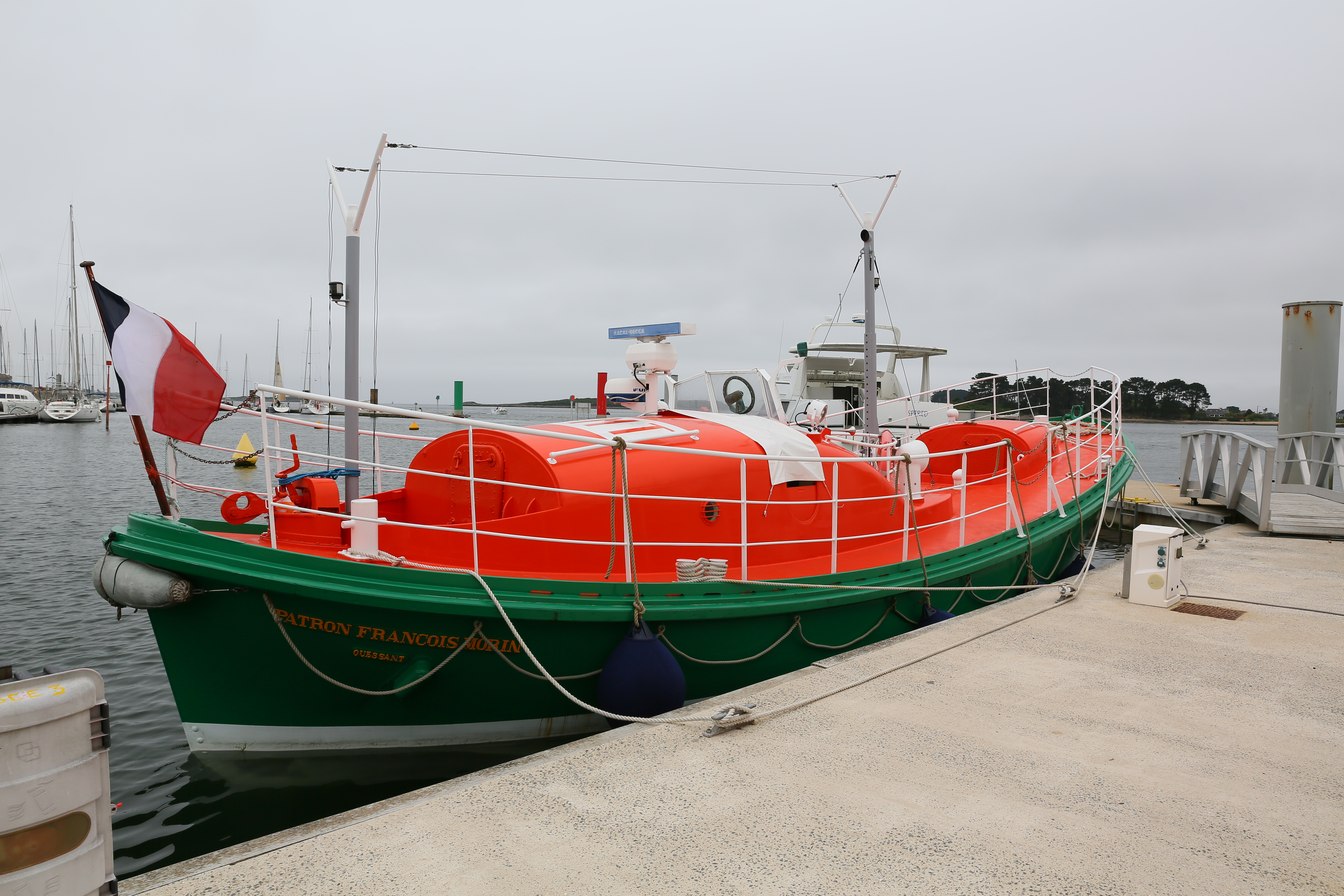
Mai 2017, port de l'Aber-Wrac'h à Landéda.

En 35 ans de service pour la SNSM, ce canot de sauvetage de l'île d'Ouessant a effectué 198 sorties de sauvetage et environ 250 transports sanitaires. Il est intervenu lors du naufrage du pétrolier Amoco Cadiz en 1978.
En 1996, il est devenu la propriété du conseil général du Finistère, armé par le parc naturel régional d'Armorique et basé à Camaret.
En juillet 2006, le canot revient à l'île d'Ouessant où il est pris en charge par l'association Patron François Morin qui le rénove puis le fait naviguer en mer d'Iroise (actions de découverte, animations et fêtes maritimes).
Il a participé aux fêtes maritimes de Brest en 2008.
En mars 2009, le Patron François Morin est cédé à la commune d'Ouessant. Le canot bénéficie de deux restaurations majeures, en 2009 et 2012-2016, au chantier du Guip, à Brest.